# Leopold Friedrich
Leopold Friedrich (1º gennaio 1898 – 1962) è stato un sollevatore austriaco.

## Palmarès

### Olimpiadi
- Bronzo a Parigi 1924 nei pesi massimi-leggeri.

### Mondiali
- Argento a Vienna 1923 nei pesi medi.